# Henri Chambon
Pour les articles homonymes, voir Chambon.
Henri Chambon est un journaliste pour l'ORTF, puis pour TF1. Pour cette chaine, il devient rédacteur en chef en créant les magazines Grands Reportages et Reportages qu'il a dirigés de 1989 à 2003.
Il a quitté la chaîne TF1 en octobre 2003.